# Vicente Formoso

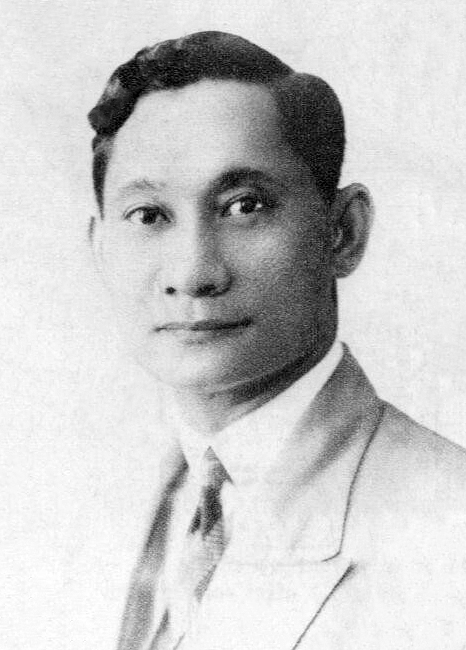
Vicente Formoso

Vicente Formoso (Aparri, 5 april 1892 - ca. 1974) was een Filipijns politicus. Hij was lid van het Filipijns Huis van Afgevaardigden van 1925 tot 1931 en gouverneur van de provincie Cagayan van 1931 tot 1937.

## Biografie
Vicente Formoso werd geboren op 5 april 1892 in Aparri in de Filipijnse provincie Cagayan. Zijn ouders waren Gabriel Formoso en Eduarda Pablo. Formoso voltooide in 1909 een Bachelor of Arts-opleiding aan het Colegio de San Juan de Letran. In 1912 behaalde hij een bachelor-diploma Rechten aan La Jurisprudencia. Nadien voltooide Formoso in 1914 nog een Master-opleiding Rechten aan de Universiteit van Georgetown in de Verenigde Staten.
In 1925 werd Formoso gekozen tot afgevaardigde van het kiesdistrict van Cagayan in het Filipijns Huis van Afgevaardigden. Drie jaar later werd hij herkozen met een termijn die eindigde in 1931. In zijn periode in het Huis was Formoso onder meer lid van de Steering Committee de Appropriation Committee en de Public Works Committee. Na zijn periode in het Huis was Formoso van 1931 tot 1937 twee termijnen gouverneur van de provincie Cagayan.
Formoso was getrouwd met Estrella Romillo. Samen kregen ze vijf kinderen.